# Portfelj
Portfelj (portfolio) predstavlja skup financijske imovine pojedinca, sastavljen od različitih financijskih instrumenata kao što su dionice i obveznice, te gotovine. Portfeljem mogu upravljati pojedinci, financijski stručnjaci, fondovi, banke i druge financijske institucije. Općeprihvaćeni čimbenici pri sastavljanju portfelja su cilj ulaganja, vremenski okvir i tolerancija visine rizika.

## Vanjske poveznice
- Zagrebačka burza
- Hrvatska agencija za nadzor financijskih usluga  Arhivirana inačica izvorne stranice od 18. ožujka 2009. (Wayback Machine)